# Stade João-Marcatto
 (février 2021).
Le stade João-Marcatto (en portugais : Estádio João Marcatto), est un stade de football brésilien situé dans la ville de Jaraguá do Sul, dans l'état de Santa Catarina.
Le stade, doté de 10 270 places et inauguré en 1966, sert d'enceinte à domicile à l'équipe de football du Grêmio Esportivo Juventus.

## Histoire
Le stade, qui porte le nom de João Marcatto, entrepreneur de la ville de Jaraguá do Sul, est achevé en 1966.
Il est inauguré le 16 avril 1966, lors d'une défaite 4-3 des locaux de la Juventus de Jaraguá contre l'EC Quirimim.
Jusqu'en 1990, le stade ne disposait pas de gradins en béton. 